# Tip Toe
«Tip Toe» es una canción del cantante y compositor estadounidense Jason Derulo, en colaboración del rapero marroquí-estadounidense French Montana. Salió a la venta el 10 de noviembre de 2017, como tercer sencillo de su quinto álbum de estudio, 777.

## Vídeo musical
Un vídeo musical oficial para acompañar el lanzamiento de "Tip Toe" fue lanzado por primera vez en YouTube el 7 de diciembre de 2017, con una duración total de tres minutos y treinta y siete segundos.

## Listado de canciones
- Descarga Digital

| Digital download |                                |          |  |
| N.º              | Título                         | Duración |  |
| 1.               | «Tip Toe» (con French Montana) | 3:07     |  |

## Listas
| Listas (2017-2018)                          | Mejor posición |
| ------------------------------------------- | -------------- |
| Australia (ARIA)                            | 99             |
| Austria (Ö3 Austria Top 40)                 | 53             |
| Bélgica (Flandes) (Ultratip Bubbling Under) | 19             |
| Bélgica (Valonia) (Ultratip Bubbling Under) | 7              |
| Canadá (Canadian Hot 100)                   | 39             |
| Finlandia (OFC)                             | 18             |
| Alemania (Media Control AG)                 | 17             |
| Ireland (IRMA)                              | 15             |
| New Zealand Heatseekers (RMNZ)              | 1              |
| Escocia (Scottish Singles Sales Chart)      | 15             |
| Spain (PROMUSICAE)                          | 78             |
| Suecia (Sverigetopplistan)                  | 66             |
| Suiza (Schweizer Hitparade)                 | 52             |
| Reino Unido (UK Singles Chart)              | 12             |